# Estació de Lamotte-Brebière
L'estació de Lamotte-Brebière és una estació ferroviària situada al municipi francès de Lamotte-Brebière (al departament del Somme).
És servida pels trens del TER Picardie.
| Provinença | Estació anterior | Línia        | Estació següent | Destinació     |
| ---------- | ---------------- | ------------ | --------------- | -------------- |
| Amiens     | Amiens           | TER Picardie | Daours          | Lille-Flandres |